# 32006 Hallisey
32006 Hallisey è un asteroide della fascia principale. Scoperto nel 2000, presenta un'orbita caratterizzata da un semiasse maggiore pari a 2,3384273 UA e da un'eccentricità di 0,1095932, inclinata di 6,27501° rispetto all'eclittica.